# Edward Rowe Mores
Edward Rowe Mores, FSA (pronunciado /ˈmɒrɪs/; 24 de enero de 1731 [13 de enero de 1730 del antiguo calendario]; 22 de noviembre de 1778). Anticuario y escolarista con trabajos sobre historia y tipografía en su haber. También intervino en la fundación de The Society for Equitable Assurances on Lives and Survivorships (La Sociedad para Garantías Equitativas en Vidas y Supervivencias; ahora generalmente conocida como Equitable Life), y está acreditado como la primera persona en utilizar el título profesional de actuario en relación con los seguros.

## Vida y obra
Edward Rowe Mores nació el 24 de enero de 1731 en Gore Court en Tunstall, localidad cercana a Sittingbourne en Kent. Su padre, Edward Mores (1681–1740), era un miembro de la alta burguesía, y había sido rector de Tunstall durante veinte años. Su madre era Sarah Windsor, hija de un mercader de la City. Tenía una hermana, Ann-Catherine.
En 1740 falleció su padre, dejándole una herencia considerable. Ese mismo año ingresaba en la Merchant Taylors' School en Londres. Su madre no tardó mucho en volver a casarse. Su segundo marido era Richard Bridgman, un comerciante londinense de especias de creciente importancia en la Grocer Company (gremio de los comerciantes de especias). Posteriormente Mores ingresó en el Queen's College de Oxford en 1746, obteniendo primero el grado de BA (Bachelor of Arts) en 1750, y después el MA (Master of Arts) en 1753.

### Anticuario
En Oxford obtuvo renombre por la variedad y la profundidad de sus estudios y por su personal idiosincrasia. Estudió latín, idioma que utilizaba casi exclusivamente con su hija cuando era pequeña. Además de las matemáticas, suscitaban su interés materias como la heráldica, y fue elegido socio de la Sociedad de Anticuarios en 1752.

### The Equitable Society
Tras la muerte de James Dodson, Mores pasó a dirigir el grupo que finalmente fundaría The Society for Equitable Assurances on Lives and Survivorships en 1762. Especificó que el oficial jefe se tendría que denominar actuario, primera referencia conocida a este cargo en el mundo empresarial.